# Vera
«VERA» — чешская автоматизированная станция пассивной радиотехнической разведки.
Мобильная станция «VERA» базируется на двух шасси Tatra.
Серийное производство начато в 2004 году. 

## Тактико-технические характеристики
- Дальность обнаружения: 410 километров;
- Среднеквадратическое отклонение (СКО) измерения частоты, МГц: 3,6—21,0;
- Время развёртывания, час: один

Vera-NG — более новая система, отличающаяся компактностью и способностью следить одновременно за 500 целями. 

## На вооружении
- Чехия
- Эстония
- Малайзия
- Пакистан
- США

## Зарубежные аналоги
- Украина — Кольчуга;
- Россия — 85В6-А Вега;
- Китай — YLC-20.